# Gran Premio di Gran Bretagna 1996
Il Gran Premio di Gran Bretagna 1996 si è svolto domenica 14 luglio 1996 sul Circuito di Silverstone. La gara è stata vinta da Jacques Villeneuve su Williams seguito da Gerhard Berger su Benetton e da Mika Häkkinen su McLaren. In questa gara segna l'ultima apparizione in F1 di Andrea Montermini e del team Forti Corse.

## Qualifiche
La Williams domina le qualifiche, con i suoi piloti che si disputano la pole position per tutta la durata della sessione; alla fine ha la meglio Hill, che batte il compagno di squadra Villeneuve di poco meno di due decimi. Terzo è Schumacher, staccato però di ben otto decimi dal tempo della pole position; seguono Häkkinen, Alesi, Barrichello, Berger, Brundle, Coulthard ed Irvine. A fondo griglia nessuna delle due Forti riesce a qualificarsi, ed entrambi i piloti restano ben lontani dalla soglia del 107%.

### Classifica
| Pos                         | No | Pilota                | Costruttore          | Tempo       | Distacco |
| --------------------------- | -- | --------------------- | -------------------- | ----------- | -------- |
| 1                           | 5  | Damon Hill            | Williams - Renault   | 1:26.875    |          |
| 2                           | 6  | Jacques Villeneuve    | Williams - Renault   | 1:27.070    | +0.195   |
| 3                           | 1  | Michael Schumacher    | Ferrari              | 1:27.707    | +0.832   |
| 4                           | 7  | Mika Häkkinen         | McLaren - Mercedes   | 1:27.856    | +0.981   |
| 5                           | 3  | Jean Alesi            | Benetton - Renault   | 1:28.307    | +1.432   |
| 6                           | 11 | Rubens Barrichello    | Jordan - Peugeot     | 1:28.409    | +1.534   |
| 7                           | 4  | Gerhard Berger        | Benetton - Renault   | 1:28.653    | +1.778   |
| 8                           | 12 | Martin Brundle        | Jordan - Peugeot     | 1:28.946    | +2.071   |
| 9                           | 8  | David Coulthard       | McLaren - Mercedes   | 1:28.966    | +2.091   |
| 10                          | 2  | Eddie Irvine          | Ferrari              | 1:29.186    | +2.211   |
| 11                          | 15 | Heinz-Harald Frentzen | Sauber - Ford        | 1:29.591    | +2.716   |
| 12                          | 18 | Ukyo Katayama         | Tyrrell - Yamaha     | 1:29.913    | +3.038   |
| 13                          | 14 | Johnny Herbert        | Sauber - Ford        | 1:29.947    | +3.072   |
| 14                          | 19 | Mika Salo             | Tyrrell - Yamaha     | 1:29.949    | +3.074   |
| 15                          | 17 | Jos Verstappen        | Footwork - Hart      | 1:30.102    | +3.227   |
| 16                          | 9  | Olivier Panis         | Ligier - Mugen-Honda | 1:30.167    | +3.292   |
| 17                          | 10 | Pedro Diniz           | Ligier - Mugen-Honda | 1:31.076    | +4.201   |
| 18                          | 21 | Giancarlo Fisichella  | Minardi - Ford       | 1:31.365    | +4.490   |
| 19                          | 20 | Pedro Lamy            | Minardi - Ford       | 1:31.454    | +4.579   |
| 20                          | 16 | Ricardo Rosset        | Footwork - Hart      | Senza tempo |          |
| Tempo limite 107%: 1:32,956 |    |                       |                      |             |          |
| NQ                          | 23 | Andrea Montermini     | Forti - Ford         | 1:35.206    | +8.331   |
| NQ                          | 22 | Luca Badoer           | Forti - Ford         | 1:35.304    | +8.429   |

## Gara
Al via Hill non scatta bene, scivolando in quinta posizione; davanti all'inglese si inseriscono, nell'ordine, Villeneuve, Alesi, Häkkinen e Schumacher. Mentre Villeneuve comincia subito a guadagnare un consistente margine sugli avversari, il pilota tedesco della Ferrari si ritira già al secondo giro per un problema idraulico; appena tre tornate più tardi anche Irvine, risalito in sesta posizione, è costretto al ritiro per un problema tecnico: per la scuderia di Maranello si tratta del terzo doppio ritiro consecutivo.
Nel frattempo Hill rimane bloccato dietro ad Häkkinen, non riuscendo a sopravanzarlo; l'inglese lamenta problemi di guidabilità della sua Williams, sulla quale un dado ruota si sta allentando. Il team non si rende però conto del problema e nel corso del 27º passaggio la vettura dell'inglese ha una brusca reazione alla curva Copse, finendo la sua corsa nella via di fuga. In testa al Gran Premio, nel frattempo, Villeneuve effettua il primo dei due rifornimenti da lui previsti; prende così il comando Alesi, partito con una strategia di una sola sosta.
Quando anche il francese entra ai box Villeneuve spinge al massimo, tornando in pista al comando e con un buon vantaggio dopo aver effettuato il secondo pit stop. Nel frattempo Alesi comincia ad avere problemi ai freni, dovendo poi abbandonare a diciassette giri dal termine; il secondo posto passa così a Berger, che aveva sopravanzato Häkkinen quando quest'ultimo aveva effettuato il suo secondo rifornimento. L'austriaco è però troppo lontano per impensierire Villeneuve, che coglie la sua seconda vittoria in carriera davanti a Berger, Häkkinen, Barrichello, Coulthard e Brundle.

### Classifica
| Pos      | N. | Pilota                | Costruttore/Motore   | Giri | Tempo/Ritiro       | Griglia | Punti |
| -------- | -- | --------------------- | -------------------- | ---- | ------------------ | ------- | ----- |
| 1        | 6  | Jacques Villeneuve    | Williams - Renault   | 61   | 1:33'00.874        | 2       | 10    |
| 2        | 4  | Gerhard Berger        | Benetton - Renault   | 61   | +19.026            | 7       | 6     |
| 3        | 7  | Mika Häkkinen         | McLaren - Mercedes   | 61   | +50.83             | 4       | 4     |
| 4        | 11 | Rubens Barrichello    | Jordan - Peugeot     | 61   | +1'06.716          | 6       | 3     |
| 5        | 8  | David Coulthard       | McLaren - Mercedes   | 61   | +1'22.507          | 9       | 2     |
| 6        | 12 | Martin Brundle        | Jordan - Peugeot     | 60   | +1 giro            | 8       | 1     |
| 7        | 19 | Mika Salo             | Tyrrell - Yamaha     | 60   | +1 giro            | 14      |       |
| 8        | 15 | Heinz-Harald Frentzen | Sauber - Ford        | 60   | +1 giro            | 11      |       |
| 9        | 14 | Johnny Herbert        | Sauber - Ford        | 60   | +1 giro            | 13      |       |
| 10       | 17 | Jos Verstappen        | Footwork - Hart      | 60   | +1 giro            | 15      |       |
| 11       | 21 | Giancarlo Fisichella  | Minardi - Ford       | 59   | +2 giri            | 18      |       |
| Ritirato | 3  | Jean Alesi            | Benetton - Renault   | 44   | Freni              | 5       |       |
| Ritirato | 9  | Olivier Panis         | Ligier - Mugen Honda | 40   | Ritiro volontario  | 16      |       |
| Ritirato | 10 | Pedro Diniz           | Ligier - Mugen Honda | 38   | Motore             | 17      |       |
| Ritirato | 5  | Damon Hill            | Williams - Renault   | 26   | Ruota              | 1       |       |
| Ritirato | 20 | Pedro Lamy            | Minardi - Ford       | 21   | Cambio             | 19      |       |
| Ritirato | 16 | Ricardo Rosset        | Footwork - Hart      | 13   | Problema elettrico | 20      |       |
| Ritirato | 18 | Ukyo Katayama         | Tyrrell - Yamaha     | 12   | Motore             | 12      |       |
| Ritirato | 2  | Eddie Irvine          | Ferrari              | 5    | Differenziale      | 10      |       |
| Ritirato | 1  | Michael Schumacher    | Ferrari              | 3    | Problema idraulico | 3       |       |
| NQ       | 23 | Andrea Montermini     | Forti - Ford         |      |                    |         |       |
| NQ       | 22 | Luca Badoer           | Forti - Ford         |      |                    |         |       |

## Classifiche

### Piloti
| Pos. | Pilota                | Punti |
| ---- | --------------------- | ----- |
| 1    | Damon Hill            | 63    |
| 2    | Jacques Villeneuve    | 48    |
| 3    | Michael Schumacher    | 26    |
| 4    | Jean Alesi            | 25    |
| 5    | Gerhard Berger        | 16    |
| 5    | Mika Häkkinen         | 16    |
| 5    | David Coulthard       | 16    |
| 8    | Olivier Panis         | 11    |
| 9    | Rubens Barrichello    | 10    |
| 10   | Eddie Irvine          | 9     |
| 11   | Heinz-Harald Frentzen | 6     |
| 12   | Mika Salo             | 5     |
| 13   | Johnny Herbert        | 4     |
| 14   | Martin Brundle        | 3     |
| 15   | Jos Verstappen        | 1     |
| 15   | Pedro Diniz           | 1     |

### Costruttori
| Pos. | Team                 | Punti |
| ---- | -------------------- | ----- |
| 1    | Williams - Renault   | 111   |
| 2    | Benetton - Renault   | 41    |
| 3    | Ferrari              | 35    |
| 4    | McLaren - Mercedes   | 32    |
| 5    | Jordan - Peugeot     | 13    |
| 6    | Ligier - Mugen-Honda | 12    |
| 7    | Sauber - Ford        | 10    |
| 8    | Tyrrell - Yamaha     | 5     |
| 9    | Footwork - Hart      | 1     |

## Fonti
- The Official Formula 1 Website, su formula1.com. URL consultato il 3 agosto 2009.
- GpUpdate.com [collegamento interrotto], su f1.gpupdate.net. URL consultato il 3 agosto 2009.
- Grandprix.com. URL consultato il 3 agosto 2009.